# ورتولیتی روسی

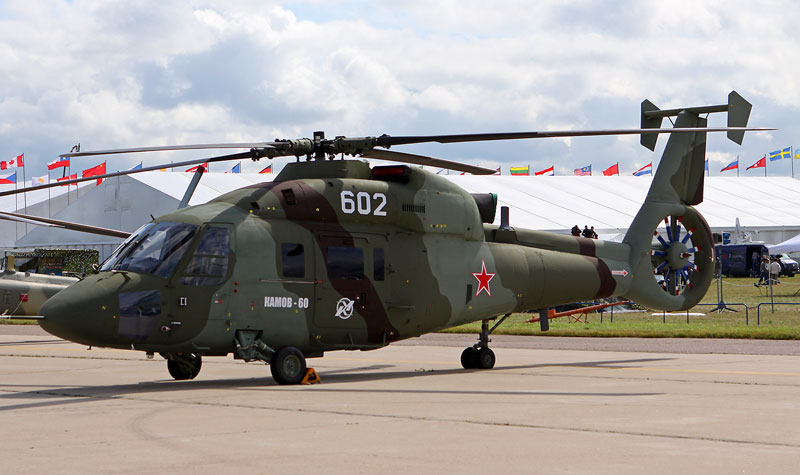
کاموف کا-۶۰

 وِرتولیتی روسی (به روسی: Вертолеты России) یا راشن هلی‌کاپترز، (به انگلیسی: Russian Helicopters) یک شرکت طراحی و ساخت بالگرد روسی است که مقر آن در مسکو است. این شرکت بالگردهای تجاری و نظامی را طراحی و تولید می‌کند. سهامدار اصلی این شرکت، روستیخ است. این شرکت بیست‌وچهارمین پیمانکار بزرگ صنایع جنگ‌افزاری جهان در سال ۲۰۱۲ و دومین شرکت جنگ‌افزاری بزرگ مستقر در روسیه (پس‌از الماز-انتای) است.